# Шеріфф Сума
Шеріфф Сума (англ. Sheriff Suma, нар. 12 жовтня 1986, Фрітаун) — сьєрралеонський футболіст, півзахисник національної збірної Сьєрра-Леоне.

## Клубна кар'єра
У дорослому футболі дебютував 2002 року виступами за «Каллон», в якому провів три сезони.
2005 року Сума переїхав в «Отвідабергс ФФ», що виступав у другому за рівнем дивізіоні Швеції, де і провів два сезони. У грудні 2006 року Шеріфф був проданий в ГАІС, одну з найстаріших команд Швеції, проте закріпитись там не зумів, через що віддавався в оренду в норвезький «Гаугесун».
На початку 2009 року став гравцем кіпрського «Ерміса», де грав протягом усього року, після чого перебрався в турецький «Коджаеліспор». 
У 2010–2011 роках знову виступав у другому за рівнем дивізіоні Швеції, цього разу за «Єнчопінг Седра».
Влітку 2011 року став гравцем азербайджанського «Равана», де грав до грудня 2012 року. За цей час встиг відіграти за команду з Баку 38 матчів в національному чемпіонаті.

## Виступи за збірну
Виступав за юнацьку збірну Сьєрра-Леоне. Після кілької відбіркових матчів Сума не був включений в остаточну заявку на юнацький (U-17) чемпіонат Африки 2003 року в Свазіленді. На турнірі його збірна посіла друге місце, поступившись лише Камеруну в фіналі в додатковий час, отримавши право на участь в юнацькому чемпіонаті світу 2003 року у Фінляндії. На цей турнір Сума був заявлений, проте збірна не змогла пройти груповий етап.
2006 року дебютував в офіційних матчах у складі національної збірної Сьєрра-Леоне. Наразі провів у формі головної команди країни 37 матчів, забивши 8 голів.